# Fläckig dyngbagge
Fläckig dyngbagge (Aphodius distinctus) är en skalbaggsart som först beskrevs av Müller 1776.  Fläckig dyngbagge ingår i släktet Aphodius, och familjen bladhorningar. Arten är reproducerande i Sverige.

## Bildgalleri

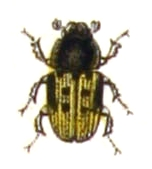
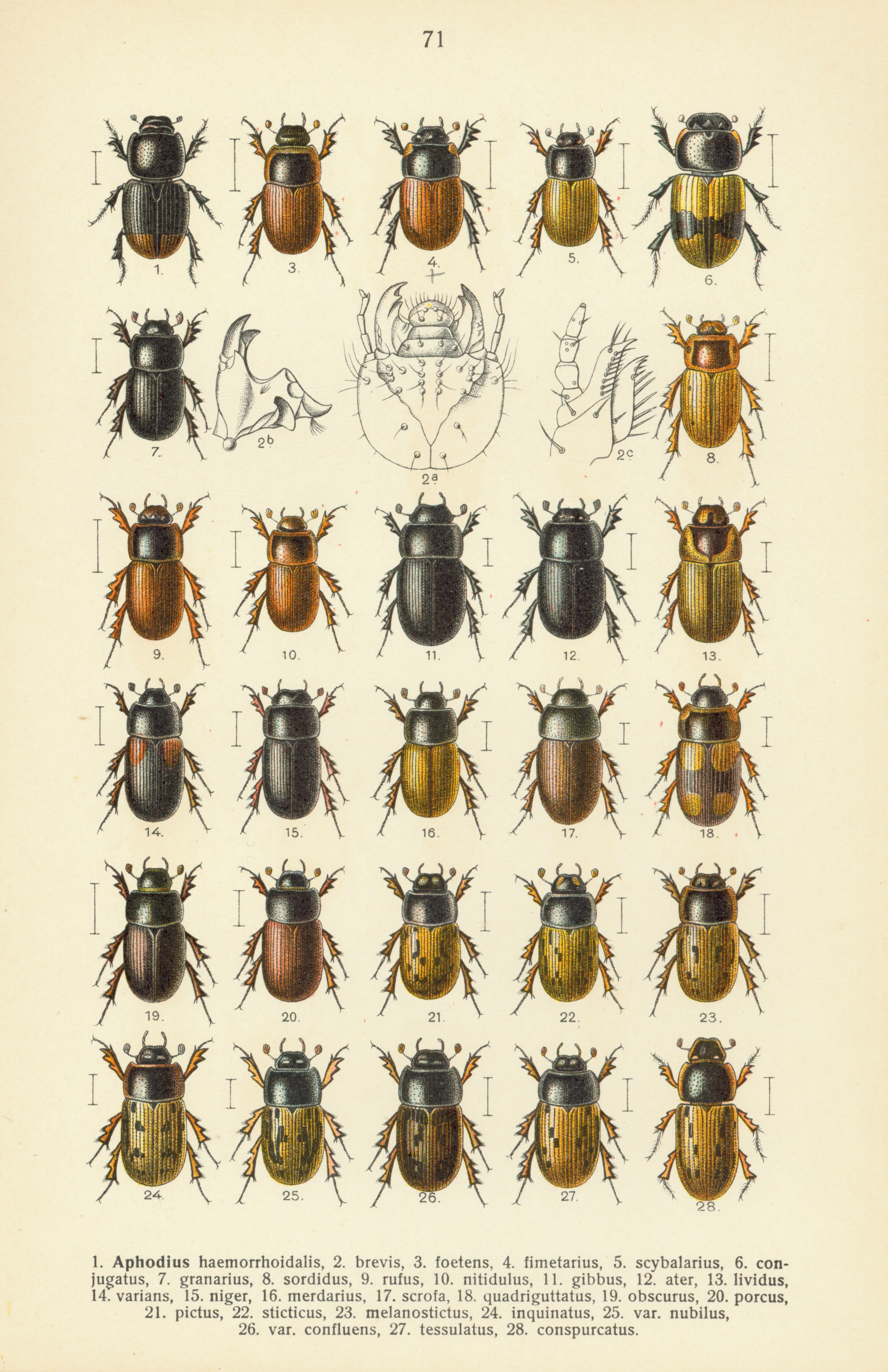